# Портрет Захара Дмитриевича Олсуфьева
«Портрет Захара Дмитриевича Олсуфьева» — картина Джорджа Доу и его мастерской из Военной галереи Зимнего дворца.
Картина представляет собой погрудный портрет генерал-майора Захара Дмитриевича Олсуфьева из состава Военной галереи Зимнего дворца.
Во время Отечественной войны 1812 года генерал-лейтенант Олсуфьев командовал 17-й пехотной дивизией в 1-й Западной армии, отличился в Бородинском сражении и в Тарутинском бою, где после гибели генерала К. Ф. Багговута возглавил 2-й пехотный корпус. С августа 1813 года командовал 9-м пехотным корпусом. В кампании 1814 года сражался во Франции, после сражения при Шампобере был захвачен французами в плен и освобождён был уже после взятия Парижа. Во время Ста дней во главе 17-й пехотной дивизии вновь совершил поход во Францию.
Изображён в генеральском мундире, введённом для пехотных генералов 7 мая 1817 года. Слева на груди звезда ордена Св. Анны 1-й степени; на шее кресты орденов Св. Георгия 3-й степени и прусского Красного орла 1-го класса; по борту мундира крест ордена Св. Владимира 2-й степени; справа на груди серебряная медаль «В память Отечественной войны 1812 года» на Андреевской ленте и звезда ордена Святого Владимира 2-й степени. Подпись на раме: З. Д. Олсуфьевъ 1й, Генералъ Лейтенантъ.
7 августа 1820 года Комитетом Главного штаба по аттестации Олсуфьев был включён в список «генералов, заслуживающих быть написанными в галерею» и 4 сентября 1821 года император Александр I повелел написать его портрет. Гонорар за работу Доу был выплачен 27 ноября 1823 года и 29 декабря 1824 года. Готовый портрет был принят в Эрмитаж 7 сентября 1825 года.
В 1840-е годы в мастерской П. Пети по рисунку В. Долле с портрета была сделана литография, опубликованная в книге «Император Александр I и его сподвижники» и впоследствии неоднократно репродуцированная. В части тиража была напечатана литография мастерской И. П. Песоцкого, отличающаяся незначительными деталями.
В собрании Государственного исторического музея находится портрет работы неизвестного художника (холст, масло; 48 × 40 см; инвентарный № И I 3817), композиционно очень близкий к работе Доу. Изображённый человек демонстрирует несомненное сходство с З. Д. Олсуфьевым. Портретируемый изображён в генеральском мундире образца 1808 года и с набором наград, соответствующим Олсуфьеву. Портрет в ГИМе датируется первой половиной XIX века и там считается что изображён князь И. С. Гагарин, однако в русской армии генерала и кавалера ордена Св. Георгия III класса, видимого на портрете, с таким именем нет. Поскольку в 1821 году Олсуфьева разбил паралич и несмотря на формальное нахождение на службе в должности сенатора,  он навряд ли мог самостоятельно позировать Доу, возможно данный портрет послужил для Доу прототипом для написания галерейного портрета.